# Ultima oră (piesă de teatru)
Ultima oră este o operă literară scrisă de Mihail Sebastian. Este o comedie în 3 acte.

## Rezumat
Acțiunea are loc în vara anului 1932, prima scenă având loc în redacția ziarului Deșteptarea, aflat în puternică criză, financiară și redacțională. Dintr-o greșeală, un articol pentru o revistă istorică este publicat în cadrul ziarului, cu titlul ”Alexandru cel Mare în Media”, fiind scris de un conferențiar universitar de istorie, prof. Alexandru Andronic. Grigore Bucșan este un puternic om de afaceri care se pregătește de Afacerea Protar - o lovitură pe piața cerealelor (a ovăzului). Din cauza unor greșeli de tipar, articolul lui Andronic stârnește suspiciunile lui Bucșan care se crede șantajat. Directorul ziarului întrezărește aici o portiță de scăpare de unele datorii și încearcă și el să-l șantajeze pe Bucșan. În cursul nopții, afaceristul cumpără tipografia unde se tipărește ziarul, apoi i-o vinde fictiv directorului pentru a-l îndatora definitiv. Încurcăturile se țin lanț, în cele din urmă Bucșan este determinat de studenta Magda Minu (o admiratoare) ca să sponsorizeze călătoria profesorului în Asia, timp de 3 ani, pentru a studia campaniile lui Alexandru cel Mare, în schimbul tăcerii sale - astfel că Bucșan se va ocupa liniștit de afacerile sale dubioase (după cum spune în final: Unul dintre scopuri...Mai sunt și altele...). Profesorul naiv este cât pe ce să dea de gol planurile de călătorie, întrebând ”Ce înseamnă totuși Protar?”...dar ingenioasa Magda inventează ad-hoc denumirea de Societatea anonimă  PROTAR (Asociația pentru încurajarea studiilor de istorie antică), finanțată de Bucșan dar în rol de președinte pe profesorul Andronic!

## Personaje
- Alexandru Andronic, conferențiar universitar
- Grigore Bucșan, mare industriaș
- I.D. Borcea, directorul ziarului Deșteptarea
- Ștefănescu, secretar de redactie
- Voicu, redactor al ziarului Deșteptarea
- Agopian, proprietarul tipografiei
- Hubert, șef de atelier la tipografie
- Niță, om de serviciu la ziar
- Magda Minu, studentă
- Gaby, actriță
- Ana, menajeră la Andronic
- Dra Werner, secretara lui Bucșan
- Brănescu, ministrul Instrucțiunii Publice și ministrul de învățământ
- Pompilian, redactor al ziarului Deșteptarea
- Un băiat cu cafele

## Reprezentații
- 2003 - Teatrul Național,  regia Anca Ovanez Doroșenco și asistent regie Mircea Albulescu, cu Claudiu Bleonț ca Alexandru Andronic, Mircea Albulescu ca Grigore Bucșan, Gheorghe Dinică și  Armand Calotă ca I.D.Borcea, Marin Moraru ca Ștefănescu, Ioan Andrei Ionescu și Liviu Lucaci ca Voicu, Mișu Fotino și Ovidiu Cuncea ca Agopian, Liviu Crăciun ca Hubert, Alexandru Hasnaș și Grigore Nagacevschi ca Nita, Ilinca Goia ca Magda Minu, Raluca Petra și Tatiana Constantin ca Gaby, Silvia Năstase ca Ana, Carmen Ionescu și Liliana Hodorogea ca Dra Werner, Mihai Niculescu și  Constantin Dinulescu ca Brănescu și Marcelo-S Cobzariu ca Pompilian.[1]

## Teatru radiofonic
- 1963 - Ultima oră, regia artistică Mihai Zirra, cu actorii Octavian Cotescu, Ion Finteșteanu, Nichi Atanasiu, Rodica Suciu-Stroescu, Mircea Balaban, Florin Scărlătescu, Mișu Fotino, Vili Ronea, Dem Rădulescu, Dan Damian, Nicolae Neamțu-Ottonel, Doruleț Căpraru, Vali Voiculescu, Elena Antonescu, Graziela Albini.[2][3]

## Ecranizări
- 1956 - Afacerea Protar, regia Haralambie Boroș, scenariu Sorana Coroamă, cu actorii Radu Beligan ca prof. Andronic, Ion Finteșteanu, Ion Iancovescu, Ioana Zlotescu, Ion Lucian, Jenică Constantinescu, Constantin Ramadan, Ion Talianu și Florin Vasiliu[4]